# Bélone Moreira
Bélone Ferreira Almeida Moreira, más conocido como Bélone Moreira, es un jugador de balonmano portugués que juega de lateral izquierdo en el SL Benfica de la Andebol 1. Es internacional con la selección de balonmano de Portugal.
Su primer gran campeonato con la selección fue el Campeonato Europeo de Balonmano Masculino de 2020.

## Palmarés

### Benfica
- Copa de Portugal de balonmano (2): 2016, 2018
- Supercopa de Portugal de balonmano (1): 2016
- Liga Europea de la EHF (1): 2022

## Clubes
| Club          | País     | Año         |
| ------------- | -------- | ----------- |
| Passos Manuel | Portugal | 2007 - 2008 |
| OS Belenenses | Portugal | 2008 - 2013 |
| Passos Manuel | Portugal | 2013 - 2015 |
| SL Benfica    | Portugal | 2015 - Act. |